# Tudália I
Tudália I ou Tudálias I foi o quinto rei dos hititas durante o século XVII a.C.. Era filho de Anita, rei de Cussara, que destruiu Hatusa, pai de Pu-Sarruma e bisavô de Hatusil I. A principal conquista do seu reinado era Assua, que poderia ser a atual Ásia, mas nada disso está comprovado. Às vezes, Tudália I é confundido com Tudália II, sendo que, ainda não comprovado, sejam a mesma pessoa.

## Identificação
De acordo com Peake, Tudália é identificado com Tidal, rei de Goim, que havia se aliado a Quedorlaomer e aos outros dois reis no livro de Gênesis.